# Stilbula albipetiole
Stilbula albipetiole är en stekelart som beskrevs av Girault 1929. Stilbula albipetiole ingår i släktet Stilbula och familjen Eucharitidae. Inga underarter finns listade i Catalogue of Life.